# Ian McDonald (scriitor)

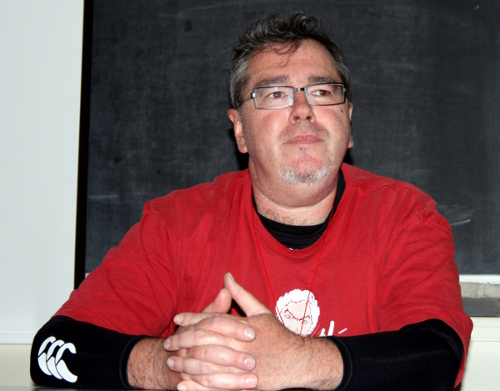
Ian McDonald

Ian McDonald (n. 31 martie 1960, Manchester, Anglia, Regatul Unit) este un scriitor britanic de literatură științifico-fantastică.
A debutat cu prima sa povestire în 1982 și de atunci a apărut cu regularitate în revistele Interzone, Asimov's Science Fiction, New Worlds, Zenith, Other Edens, Amazing și multe altele.
În 1985, a fost nominalizat pentru premiul John W. Campbell. În 1989 a câștigat premiul Locus la categoria roman de debut cu Desolation Road. În 1992, a câștigat premiul Philip K. Dick cu romanul King of Morningy Queen of Day. În 2005, romanul River of Gods a câștigat premiul British Science Fiction.
A mai publicat romanele Out on Blue Six, Hearts, Hands and Voices (Inimi, mâini, glasuri, Editura Pygmalion, 1995), Terminal Cafe (Necroville, Ed. Pygmalion, 1995), Sacrifice of Fools, Evolution's Shore, Kirinva, Tendeleo's Story, Ares Express, Cyberabad și Brasyl, la care se adaugă două culegeri de povestiri, Empire Dreams și Speaking in Tongues.
Povestirile lui au apărut în Antologiile Dozois numerele 8-10, 14-16, 19 și 20.
Și-a petrecut majoritatea vieții în Irlanda de Nord, în prezent locuiește și lucrează în Belfast.
În nuvela ’’Mica zeiță’’ Ian McDonald ne introduce într-o Indie viitoare de o orbitoare complexitate și diversitate culturală, unde tehnologia de vârf coexistă cu cele mai străvechi rituri, iar bogăția inimaginabilă stă alături de sărăcia crasă, prezentându-ne fascinanta și captivanta istorie a ceea ce înseamnă să devii zeu... și apoi să fii nevoit să-ți găsești drumul într-o lume indiferentă, dincolo de divinitate.

## Traduceri în română
’’Mica zeiță’’ în ’’Antologia Gardner Dozois - The Year'S Best Science Fiction’’ - vol 1. Traducere din limba engleză: Ana-Veronica Mircea